# David Hand
David Dodd Hand (ur. 23 stycznia 1900 w Plainfield (New Jersey), zm. 11 października 1986 w San Luis Obispo) – amerykański animator i reżyser filmowy związany z Walt Disney Studios.
W latach 20. pracował jako animator krótkometrażowych, niemych filmów animowanych. W 1930 dołączył do studia Disneya, początkowo również jako animator, m.in. krótkometrażowego filmu z Myszką Miki Miki w Arabii (1932) i Kwiaty i drzewa (1932). W 1932 został reżyserem w studiu Disneya, wyreżyserował m.in. krótkometrażówki Miki handlarzem (1932), Szalony doktor (1933), Po drugiej stronie lustra (1936), Mały Hiawatha (1937). Był kierownikiem reżyserii pierwszego pełnometrażowego kolorowego filmu animowanego w historii, Królewna Śnieżka i siedmiu krasnoludków (1937). Wraz z Benem Sharpsteenem w 1942 wyreżyserował film Bambi. Po opuszczeniu studia Disneya, w latach 1945–1950 pracował w Wielkiej Brytanii nad tworzeniem filmów animowanych.